# Tadeusz Paleczny
Tadeusz Paleczny (ur. 18 sierpnia 1955 w Wadowicach) – socjolog kultury, narodu i stosunków etnicznych.
Kierownik Katedry Teorii i Badań Relacji Międzykulturowych na Wydziale Studiów Międzynarodowych i Politycznych Uniwersytetu Jagiellońskiego oraz  jeden z założycieli Instytutu Studiów Regionalnych, obecnie Instytut Studiów Międzykulturowych UJ.

## Publikacje książkowe
- Ewolucja ideologii i przemiany tożsamości narodowej Polonii w Stanach Zjednoczonych w latach 1870-1970, Kraków 1989.
- Mit i ideologia powrotu wśród emigrantów polskich w Brazylii i Argentynie, Zakład Narodowy im. Ossolińskich, Kraków 1992.
- Kontestacja: Formy buntu we współczesnym społeczeństwie, Kraków 1997.
- Sekty: W poszukiwaniu utraconego raju, Kraków 1998.
- Bunt "nadnormalnych", Kraków 1999.
- Socjologia stosunków międzynarodowych. Zarys problematyki, Kraków 2001 (ISBN: 83-89823-06-3).
- Rasa, etniczność i religia w brazylijskim procesie narodotwórczym, Kraków 2004.
- Stosunki międzykulturowe. Zarys problematyki, Kraków 2005.
- Współczesne społeczeństwo amerykańskie w perspektywie socjologicznej, Kraków 2007.
- Interpersonalne stosunki międzykulturowe, Kraków 2007.
- Socjologia tożsamości, Kraków 2008.
- Nowe ruchy społeczne, Kraków 2010.
- Subkultury czy postsubkultury młodzieżowe, 2012.
- Relacje międzykulturowe w dobie kryzysu ideologii i polityki wielokulturowości, 2017.